# Charles Guillaume Alexandre Bourgeois
Charles Guillaume Alexandre Bourgeois (1759-1832) pintor e físico da França.
As suas miniaturas de claro-escuroscinzas são muito conhecidas, alguns dos seus retratos estão no Louvre.
Como físico, destaca-se a sua obra na óptica. As suas duas principales obras são:
- Leçons expérimentales d'optique sur la lumière et les couleurs destinées à rétablir dans leur intégrité les faits dénaturés par Newton (1816-1817)
- Manuel d'optique expérimentale à l'usage des artistes et des physiciens (1821).